# Auf Draculas Spuren
Auf Draculas Spuren (Sur les traces de Dracula) ist eine 2006 erschienene frankobelgische Comic-Trilogie, die Yves H. geschrieben hat und von den Zeichnern Hermann, Séra und Dany umsetzten ließ. 
Die Trilogie befasst sich mit dem historischen Vorbild von Bram Stokers Vampir und der Entstehung eines Mythos, wobei jeder Band einen Aspekt der Historie und Legendenbildung in den Fokus nimmt.

## Bände
- Band 1: Vlad der Pfähler, Zeichnungen: Hermann (Vlad l’Empaleur, März 2006, 62 Seiten)
 Im Jahr 1430 wird Vlad III. Drăculea als Sohn eines Fürsten geboren. Seine Grausamkeit im Kampf gegen das expandierende osmanische Reich bringen ihm den Beinamen „Vlad der Pfähler“ ein, da er seine Feinde rücksichtslos pfählen lässt.

- Band 2: Bram Stoker, Zeichnungen: Séra (Bram Stoker, August 2006, 46 Seiten)
 Der Autor Bram Stoker ist von der Gunst und Wertschätzung des Schauspielers Henry Irving abhängig und fungiert als dessen Partner, Regisseur, Sekretär und Prügelknabe. Diese Hassliebe schlägt sich in seinem Roman Dracula nieder.

- Band 3: Transsylvanien, Zeichnungen: Dany (Transylvania, November 2006, 46 Seiten)
 Der Comiczeichner Dan und seine attraktive Frau Marcia begeben sich zwecks Inspiration nach Rumänien, um die Wirkungsstätten des historischen Fürsten Dracula zu erkunden. Sie folgen dabei der Einladung des Illusionisten Lucian, der mit der Welt der Untoten verbunden zu sein scheint.

## Hintergrund
Yves H. hatte für ein Film-Projekt bereits vor der Veröffentlichung seines ersten Comics (1995) Rumänien bereist und, nachdem dieser Comic gefloppt war, weitere Reisen dorthin unternommen, wo er dann auch seine spätere Frau kennen gelernt hat. Zur Hochzeit war auch Dany eingeladen, der die Gelegenheit nutzte, mit seiner Frau das Land zu bereisen. Bei einem gemeinsamen Essen Danys mit den Huppens einige Wochen später, bei dem Dany berichtete, wie sehr er von dem Land beeindruckt gewesen war, wurde ein Szenario für ein thematisches Album in Aussicht gestellt. So ist das Paar und dessen Rumänienreise im dritten Band von der Reise von Dany und seiner Frau inspiriert und bildet die Basis der Trilogie, denn Dany hatte nicht sofort Zeit, das für ihn geschriebene Szenario umzusetzen und so nutzte Yves H. die Zeit, das Thema weiter auszuarbeiten und textete so zwei weitere Alben.
Alle drei Bände beschäftigen sich aus unterschiedlichen Blickwinkeln mit der historischen und fiktiven Figur von Dracula. Durch die Aufteilung der Bände auf drei Zeichner konnten diese zeitgleich an je einem Album arbeiten, so dass die drei Bände ungefähr zeitgleich fertig wurden und in rascher Folge publiziert werden konnten. So brachte Casterman denn auch die Alben innerhalb von neun Monaten, im März, August und November desselben Jahres heraus.
Die deutsche Ausgabe stammt von Kult, die im März 2006 mit einer Luxusausgabe von Band 1 begann, dem im April die Normalausgabe als Hardcover-Einzelband folgte. Im November 2007 erschienen dann Band 2 und 3 zeitgleich.
Für den dritten Band der Trilogie wurde Dany 2007 mit dem Prix Saint-Michel als bester Zeichner prämiert.